# Okiseius eharai
Okiseius eharai är en spindeldjursart som beskrevs av Liang och Ke 1982. Okiseius eharai ingår i släktet Okiseius och familjen Phytoseiidae. Inga underarter finns listade i Catalogue of Life.